# Bruno Loerzer
Bruno Loerzer, född 22 januari 1891 i Berlin, död 23 augusti 1960 i Hamburg, var en tysk officer och flygaräss i Luftstreitkräfte under första världskriget och Luftwaffe under andra världskriget.

## Karriär
Loerzer började tjänstgöra i 4. Badisches Infanterie-Regiment tillhörande den Preussiska armé i september 1911. I juli 1914 påbörjade han en pilotutbildning och under hösten började han tjänstgöra i ett spaningsförband. Hermann Göring flög som Loerzers observatör från och med den 28 oktober 1914 fram till slutet av juni 1915. Under 1916 överfördes han till jaktförband; Loerzer flög med två Jagdstaffeln under 1916 innan han befordrades och tog befäl över Jagdstaffel 26 i januari 1917. I slutet av oktober nådde han 20 luftsegrar och tilldelades Pour le Mérite i februari 1918.
Samma månad tog han befälet över den nybildade Jagdgeschwader III, den tredje av Tysklands fem jakteskadrar. I eskadern ingick Jasta 26 och tre andra Jagdstaffeln med Hermann Dahlmann som adjutant och som rotetvåa visade sig Loerzer vara en framgångsrik eskaderchef. Utrustad med den nya Fokker D.VII med BMW-motorer, skördade Jagdgeschwader III en mängd offer bland de allierade flygförbanden under sommaren 1918. Loerzer uppnådde sina sista tio luftsegrar under september 1918 och nådde till slut upp till 44 segrar. Strax före vapenstilleståndet den 11 november 1918 befordrades han till Hauptmann (kapten).
Loerzer stred med antikommunistiska frikårer i Baltikum från december 1918 till mars 1920. Han förde befäl över flygförbandet FA 427 som understödde Järndivisionen. Under 1930-talet var han ledare för Deutscher Luftsportverband och återgick till Luftwaffe 1935 som Oberst (överste).
Loerzer drog nytta av sin långa vänskap med Göring som utnämnde honom till Inspekteur der Jagdflieger med generalmajors grad 1938. Under de första krigsåren var han befälhavare för II. Fliegerkorps och tilldelades Riddarkorset av Järnkorset i maj 1940. Hans II. Fliegerkorps deltog i Operation Barbarossa sommaren 1941, som en del av Kesselrings Luftflotte 2 vilken var avdelad som understöd till fältmarskalk Fedor von Bocks Armégrupp Mitte. Kåren överfördes till Messina i Sicilien i oktober 1941 och stannade där fram till mitten av 1943, då den ombaserades till det italienska fastlandet.
Göring befordrade Loerzer till Generaloberst i februari 1943 och i juni 1944 blev han chef för nationalsocialistiskt ledarskap inom Luftwaffe. Han gick i pension i april 1945. Loerzer avled 1960 vid en ålder av 69 år.

## Utmärkelser och dekorationer
- Järnkorset (1914)
  - 2:a klass
  - 1:a klass
- Riddarkorset av andra Klassen av Zähringer Löwenorden med svärd
- Riddarkorset av Hohenzollerska husorden med svärd
- Pour le Mérite – den 12 februari 1918 som Oberleutnant och ledare för Jagdstaffel 26
- Ärekorset
- Sudetenlandmedaljen med Pragspännet
- Järnkorset (1939)
  - 2:a klass
  - 1:a klass
- Flygförar- och flygspanarmärket i guld med diamanter
- Riddarkorset av Järnkorset den 29 maj 1940, som generallöjtnant och kommenderande general i II. Fliegerkorps[1][2]
- Omnämnd i Wehrmachtbericht (7 augusti 1941)